# 葉室頼孝
葉室頼孝（はむろ よりたか、正保元年（1644年）9月28日 - 宝永6年（1709年）8月4日）は、江戸時代前期の公卿。

## 官歴
- 承応元年（1652年）：従五位上、治部大輔
- 承応3年（1654年）：右少弁
- 明暦元年（1655年）：左少弁、蔵人、正五位上
- 明暦3年（1657年）：右中弁
- 万治元年（1658年）：左中弁
- 万治3年（1660年）：従四位下、蔵人頭、右大弁
- 寛文元年（1661年）：従四位上
- 寛文2年（1662年）：正四位上
- 寛文3年（1663年）：参議、左大弁
- 寛文4年（1664年）：従三位
- 寛文6年（1666年）：踏歌外弁
- 寛文7年（1667年）：東照宮奉幣使
- 寛文9年（1669年）：権中納言
- 寛文11年（1671年）：賀茂伝奏
- 寛文12年（1672年）：正三位
- 延宝5年（1677年）：従二位
- 延宝6年（1678年）：権大納言
- 天和3年（1683年）：神宮伝奏
- 貞享4年（1687年）：権大納言、院執権
- 元禄4年（1691年）：正二位
- 宝永2年（1705年）：従一位

## 系譜
- 父：葉室頼業
- 母：橋本実村の娘
- 弟：橋本公綱
- 弟：冷泉為経
- 子：葉室頼重
- 子：橋本実松